# Ramón Rocha
Ramón Rocha Maqueda (Jerez de los Caballeros, 4 de septiembre de 1939-Olivenza, 14 de mayo de 2024), fue un político español, alcalde de Olivenza desde 1979 al 2007.

## Biografía
Aunque nació en Jerez de los Caballeros, residió en Olivenza desde los cuatro años de edad. 
Fue elegido alcalde de Olivenza en 1979, y reelegido en las convocatorias electorales de 1983, 1987, 1991, 1995, 1999 y 2003, consiguiendo en todas ellas mayoría absoluta con el PSOE.
Desde 1983 hasta 1989, desempeñó el cargo de diputado provincial, responsable de cultura, economía y hacienda. Durante doce años (1989-1995), fue presidente de la Diputación de Badajoz, pasando en 1995 a ocupar el cargo de vicepresidente primero de la Asamblea de Extremadura hasta 2003.
Presidente fundador de la Asociación para el Desarrollo de la Comarca de Olivenza (ADERCO), ha ocupado además otros numerosos cargos políticos en el comité regional, y en la ejecutiva provincial.
Su gestión hizo posible que Hispania Nostra haya reconocido internacionalmente a Olivenza, premiada por las obras de restauraciones tanto de murallas como de edificios militares y religiosos que, encontrándose en ruinas, fueron rehabilitados como biblioteca municipal, hogar del pensionista, centro de Salud, o el Museo Etnográfico González Santana, de conocido prestigio como museo de usos y costumbres populares.